# Tmarus jabalpurensis
Tmarus jabalpurensis är en spindelart som beskrevs av Gajbe 1999. Tmarus jabalpurensis ingår i släktet Tmarus och familjen krabbspindlar. Inga underarter finns listade i Catalogue of Life.